# Les Saints de la Vosge
Les Saints de la Vosge (ou Les Saints des Vosges) est un tableau de grande taille (6,80 m. de long) du peintre vosgien Alphonse Monchablon (1835-1907) , conservé au Musée du Verre, du Bois et du Fer d'Hennezel-Clairey (Vosges).

## Histoire
Cette toile fut commandée à Alphonse Monchablon par Maurice Aubry, financier, avocat au barreau de Mirecourt, et député des Vosges de 1871 à 1876. C'est lui qui mena à bien, en 1876, le projet initial de son beau-frère Alfred Irroy, maître de forges des usines de La Hutte, d'ouvrir une école libre pour les enfants des ouvriers des forges ; le tableau était destiné à la chapelle de cette école, Notre-Dame de la Hutte. Aubry aurait retenu Monchablon parce que celui-ci était originaire de la région, et que son style habituel était en accord avec les idées du mécène.
Selon la tradition, les traits de certains personnages du tableau seraient ceux de Maurice Aubry lui-même (Saint Valbert), de Paul Rodier, alors propriétaire des forges (Saint Stanislas), et de Marie Rodier, épouse du banquier Évrard, de Mirecourt (Sainte Hunne). Certains ouvriers auraient également pu poser pour le peintre
Le tableau fut soustrait à la chapelle durant la Seconde Guerre mondiale. Par la suite, il fut entreposé dans le grenier de la cure de Saint-Antoine d'Épinal, avant d'être en 1986 confié en dépôt à l'Association Saône Lorraine, afin d'être présenté au public dans le musée. Ces vicissitudes expliquent que le tableau se trouve aujourd'hui passablement dégradé.

## Le sujet
Le tableau représente la Sainte Famille entourée de 36 saints lorrains ou assimilés, et de quelques autres personnages ; plus précisément, il se voulait « une vision de la Sainte Famille ouvrière apparaissant à d'illustres chrétiens et les invitant à venir civiliser les populations vosgiennes par le travail et par la vertu » . L'inspiration en est donc chrétienne et sociale.
Les personnages représentés sont groupés selon un ordre historique et logique, à quelques libertés prise avec la vérité près. La présence de saints de Luxeuil (Saint Colomban, Saint Eustase, Saint Valbert...) s'explique par la proximité de l'abbaye de Luxeuil, La Hutte se trouvant à la limite extrême du diocèse de Toul (le nom de Vosge, ou Vôge, fait référence au plateau gréseux à cheval sur les départements des Vosges et de la Haute-Saône).
L'arrière-plan laisse deviner un paysage montagneux.

## Liste des personnages représentés

### Centre du tableau
Au centre du tableau se tient le Christ, debout, un doigt tendu vers le ciel. Il est accompagné de Joseph, représenté au travail, une hache de charpentier à la main, et de Marie, assise, qui tient une quenouille. Au premier plan, un socle porte l'inscription in labore virtus (« La vertu est dans le travail »), et est environné d'outils.

### Partie gauche du tableau
- Saint Eustaise
- Saint Mansuy
- Saint Colombin de Lure[3]
- Saint Gengoul[4]
- Saint Léon IX pape
- Saint Epvre
- Saint Gérard
- Saint Gauzelin
- Sainte Odile
- Sainte Hunne[5]
- Saint Érard[6]
- Saint Dié
- Saint Hydulphe de Moyenmoutiers
- Saint Gondelbert
- Saint Loup
- Saint Valbert
- Saint Jacob[7]
- Saint Colomban de Luxeuil

Tout à gauche du tableau figurent divers personnages anonymes, l'un semblant malade ou mourant, représentant sans doute des Leuques évangélisés par Saint Mansuy qui s'adresse à eux.

### Partie droite du tableau
- Saint Spinule
- Saint Amé
- Saint Romaric
- Saint Goeric
- Saint Bodon
- Saint Arnould
- Saint Élophe
- Saint Euchaire
- Sainte Gertrude[8]
- Sainte Suzanne[9]
- Sainte Ode[10]
- Sainte Menne
- Sainte Jeanne d'Arc
- Sainte Libaire
- le bienheureux Pierre Fourier
- la vénérable Catherine Mechtilde
- Saint Stanislas[11]
- l'abbé Moyë

Les personnages de la partie droite sont survolés par un ange.

## Sources
- Les Saints de la Vosge, tableau de M. Alphonse Monchablon (1884) (fascicule explicatif)
- Un musée en forêt de Vôge, Association Saône Lorraine, non daté (1986 ?) (plaquette de présentation)